# 奥托昆普

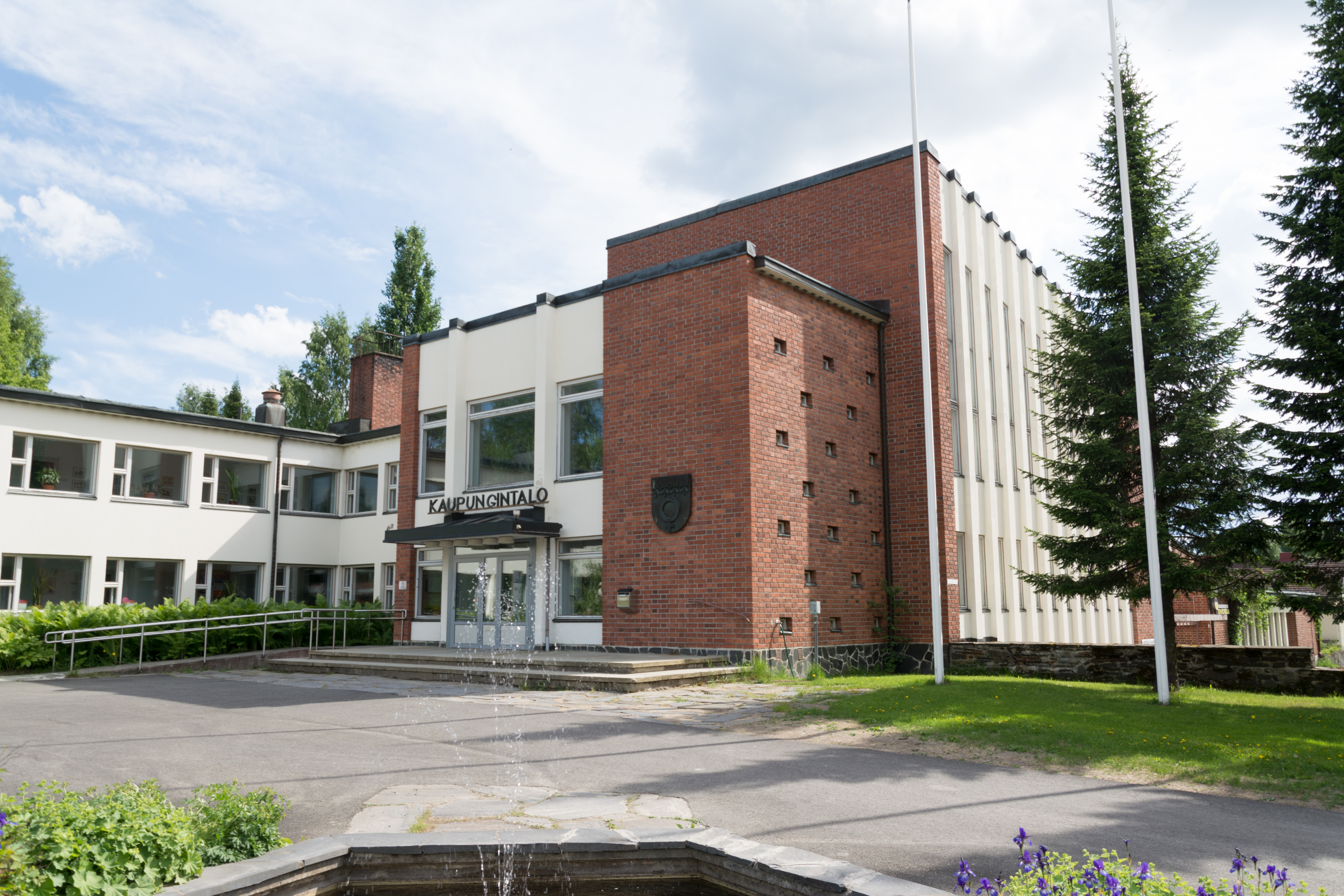
奧托昆普市政厅

奧托昆普（芬蘭語：Outokumpu）是芬蘭北卡累利阿區一个使用“城市”称号的的市鎮，位於該國東部，距離約恩蘇40公里，面積584.06平方公里，2012年人口7,396，其中約98%居民的母語是芬蘭語。

## 外部連結
- 奧托昆普市官方网站 （文）